# Det Fynske Kunstakademi
Det Fynske Kunstakademi är en av tre danska konsthögskolor.
Det Fynske Kunstakademi ligger sedan 1984 i Brandts Klædefabrik i Odense på Fyn. Det grundades 1944 som privat tecknar- och målarskola och fick sin nuvarande organisation 1972. 
Den erbjuder en femårig utbildning inom bildkonst, konceptkonst och digitala medier. Det är en privat institution, som får finansiellt stöd av staten och Odense kommun.